# Liste von Opernfestspielen
Liste von Opernfestivals oder Opernfestspielen. Auch Musikfestivals, auf denen Operninszenierungen gezeigt werden, werden aufgenommen.
| Name                                   | Ort                                         | Land        | Seit | Spielstätten | Bemerkungen |
| -------------------------------------- | ------------------------------------------- | ----------- | ---- | --- | --- |
| Internationale Festspiele Baden-Baden  | Baden-Baden (Baden-Württemberg)             | Deutschland | 1998 | Festspielhaus Baden-Baden | Mehrere Festspielperioden übers Jahr verteilt: Osterfestspiele der Berliner Philharmoniker seit 2013, zuvor in Salzburg abgehalten; Pfingstfestspiele, Sommerfestspiele, Herbstfestspiele |
| Oper in der Stiftsruine                | Bad Hersfeld (Hessen)                       | Deutschland | 1980 | Stiftsruine | |
| Rossini in Wildbad                     | Bad Wildbad (Baden-Württemberg)             | Deutschland | 1989 | Kgl. Kurtheater, Neue Trinkhalle, Kurhaus | Jährlich im Juli, Unbekannte Werke des Belcanto, Neue Werke und junge Künstler |
| Bayreuther Festspiele                  | Bayreuth (Bayern)                           | Deutschland | 1876 | Richard-Wagner-Festspielhaus | Jährlich vom 25. Juli bis 28. August, gezeigt werden ausschließlich Werke von Richard Wagner.                                                                                             |
| Eutiner Festspiele                     | Eutin (Schleswig-Holstein)                  | Deutschland | 1951 | Freilichtbühne am Eutiner Schloss | Jährlich im Juli und August. |
| Opernfestival Gut Immling Chiemgau     | Halfing (Bayern)                            | Deutschland | 1997 | | |
| Opernfestspiele Heidenheim             | Heidenheim an der Brenz (Baden-Württemberg) | Deutschland | 1977 | Rittersaal im Schloss Hellenstein (Open-Air) | Jedes Jahr im Juni und Juli |
| Münchener Biennale                     | München (Bayern)                            | Deutschland | 1988 | | |
| Münchner Opernfestspiele               | München (Bayern)                            | Deutschland | 1875 | Bayerische Staatsoper | |
| Festspiele im Schlossgarten            | Neustrelitz (Mecklenburg-Vorpommern)        | Deutschland | 2001 | Schlossgarten/Schlossberg Neustrelitz | |
| Kammeroper Schloss Rheinsberg          | Rheinsberg (Brandenburg)                    | Deutschland | 1990 | Schlosstheater, St.-Laurentius-Kirche, Spiegelsaal des Rheinsberger Schlosses                                                                                     | Jährlich von Juni bis August |
| Schlossfestspiele                      | Schwerin (Mecklenburg-Vorpommern)           | Deutschland |      | diverse | |
| Schwetzinger Festspiele                | Schwetzingen (Baden-Württemberg)            | Deutschland | 1952 | Schlosstheater Schwetzingen | jährlich im Frühjahr |
| Internationale Maifestspiele           | Wiesbaden (Hessen)                          | Deutschland | 1896 | Hessisches Staatstheater Wiesbaden | jährlich im Mai |
| Dorset Opera Festival                  | Bryanston School                            | England     | 1974 | Coade Hall Theatre | Jährlich im Juli/August |
| Garsington Opera                       | Buckinghamshire                             | England     | 1989 | Fertigteil-Opernhaus in einem englischen Park | Jährlich im Juni und Juli. |
| Glyndebourne Festival Opera            | Glyndebourne                                | England     | 1934 | Opernhaus auf einem ehemaligen Landhausgrundstück | Jährlich. |
| Grange Park Opera                      | Northington                                 | England     | 1998 | Opernhaus auf dem englischen Landsitz West Horsley Place | Jährlich im Juni und Juli. |
| Ilmajoen Musiikkijuhlat                | Ilmajoki                                    | Finnland    | 1975 | | |
| Savonlinna-Opernfestspiele             | Savonlinna                                  | Finnland    | 1912 | Burg Olavinlinna | alljährlich im Sommer |
| Festival d’Aix-en-Provence             | Aix-en-Provence                             | Frankreich  | 1948 | Hof des ehemaligen Erzbischofpalastes, Grand Théâtre de Provence, Théâtre du Jeu de Paume u. a.                                                                   | |
| Chorégies d’Orange                     | Orange                                      | Frankreich  | 1869 | Theater von Orange | |
| Wexford Festival Opera                 | Wexford                                     | Irland      | 1951 | Theatre Royal | |
| Maggio Musicale Fiorentino             | Florenz                                     | Italien     | 1933 | Opera di Firenze sowie weitere Spielstätten | Jährlich im Mai und Juni. |
| Macerata Opera                         | Macerata                                    | Italien     | 1921 | Sferisterio di Macerata | Aufführungsort ist eine neoklassische Arena für das Pallone-Spiel aus dem Jahr 1820 |
| Festival della Valle d’Itria           | Martina Franca                              | Italien     | 1975 | Innenhof des Palazzo Ducale sowie weitere Spielstätten | jährlich im Juli und August |
| Festival Verdi                         | Parma                                       | Italien     | 1989 | Teatro Regio in Parma und Teatro Giuseppe Verdi in Busseto sowie weitere Spielstätten                                                                             | jährlich im Oktober |
| Rossini Opera Festival Pesaro          | Pesaro                                      | Italien     | 1980 | Teatro Rossini, Adriatic Arena, Auditorium Pedrotti | Jährlich im August |
| Ravenna Festival                       | Ravenna                                     | Italien     | 1990 | Teatro Comunale Alighieri | |
| Festival dei Due Mondi                 | Spoleto                                     | Italien     | 1958 | Vor dem Dom | |
| Festival Puccini                       | Torre del Lago                              | Italien     | 1930 | Teatro dei Quattromila | jährlich stattfindendes Festival nur mit Werken von Puccini, im ehemaligen Wohnort des Komponisten                                                                                        |
| Opernfestspiele Arena di Verona        | Verona                                      | Italien     | 1913 | Arena von Verona | Jährlich von Juni bis September |
| Bregenzer Festspiele                   | Bregenz (Vorarlberg)                        | Österreich  | 1946 | Seebühne und Festspielhaus | Jährlich im Juli und August, die Seebühne fasst knapp 7000 Zuschauer. |
| Tiroler Festspiele Erl                 | Erl                                         | Österreich  | 1998 | Passionsspielhaus und Festspielhaus Erl | Sommersaison im Juli, Wintersaison zwischen Weihnachten und Drei-Königs-Tag, Klaviertage rund um den Palmsonntag                                                                          |
| Oper Burg Gars am Kamp                 | Gars am Kamp                                | Österreich  | 1990 | Burgruine Gars am Kamp | Jährlich im Juli und August. |
| Donaufestwochen im Strudengau          | Grein                                       | Österreich  | 1979 | Schloss Greinburg | jährlich im Juli und August, Bühne der Alten Musik mit Kontrapunkten |
| Innsbrucker Festwochen der Alten Musik | Innsbruck                                   | Österreich  | 1976 | Tiroler Landestheater u. a. | jährlich im August |
| Oper Klosterneuburg                    | Klosterneuburg                              | Österreich  | 1993 | Stift Klosterneuburg | Jährlich im Juli und August |
| Salzburger Festspiele                  | Salzburg                                    | Österreich  | 1920 | Spielstätten der Salzburger Festspiele | Jährlich im Sommer, dazu kommen noch Oster- und Pfingstfestspiele. |
| Opernfestspiele St. Margarethen        | St. Margarethen                             | Österreich  | 1996 | Römersteinbruch St. Margarethen | Jährlich im Juli und August |
| Richard Wagner Festival Wels           | Wels                                        | Österreich  | 1989 | Stadttheater Wels | Jährlich Ende Mai/Anfang Juni, gezeigt werden ausschließlich Werke von Richard Wagner. |
| Wiener Festwochen                      | Wien                                        | Österreich  | 1951 | Theater an der Wien und andere Orte | Jährlich für fünf Wochen im Mai und Juni. |
| Edinburgh International Festival       | Edinburgh                                   | Schottland  | 1947 | Usher Hall, Edinburgh Festival Theatre, Royal Lyceum Theatre und weitere Spielstätten                                                                             | Jährlich im August |
| Opernfestival Riehen                   | Riehen                                      | Schweiz     | 2005 | Wenkenhof | Jährlich im August und September |
| St. Galler Festspiele                  | St. Gallen                                  | Schweiz     | 2006 | Klosterplatz St. Gallen, Kathedrale St. Gallen, Schutzengelkapelle, Kirche St. Laurenzen                                                                          | Jährlich Ende Juni bis Anfang Juli |
| Opera St. Moritz                       | St. Moritz                                  | Schweiz     | 2000 | Grand Hotels | Jährlich im Juni und Juli |
| Festspiele Zürich                      | Zürich                                      | Schweiz     | 1996 | Opernhaus Zürich, Schauspielhaus Zürich, Tonhalle-Orchester Zürich, Kunsthaus Zürich, sowie Museum Rietberg, Gessnerallee Zürich, Theater Neumarkt und Rigiblick. | Jährlich im Juni und Juli. |